# César Brie
César Brie (Buenos Aires, 3 maggio 1954) è un attore teatrale, regista teatrale e drammaturgo argentino.

## Biografia
César Brie inizia a fare teatro a diciassette anni, studiando al Centro Dramatico di Buenos Aires. Nel 1972 questo diventa la Comuna Baires, di cui Brie è il membro più giovane del gruppo fondatore, recitando in più produzioni, dirette da Renzo Casali e Liliana Duca. Nel 73 la Comuna Baires è invitata al Festival mondiale di teatro di Nancy, diretto da Jack Lang. Dopo il Festival la Comuna viaggia e fa spettacoli in Francia, Germania e Italia. Tornano in Argentina il 24 dicembre 1973. Il gruppo è costretto ad autoesiliarsi a Milano nel 1974 a causa delle persecuzioni operate dalla Tripla A, gruppo paramilitare agli ordini di José López Rega, il segretario personale di Perón. Un membro della Comuna Baires, Horacio Czertok, venne sequestrato e torturato.
Nel 1975 lascia definitivamente la Comuna Baires e insieme a Paolo Nalli, Dolly Albertin e Danio Manfredini fonda il Collettivo teatrale Túpac Amaru presso il centro sociale Isola di Milano.
Nel 1980 incontra Iben Nagel Rasmussen, si trasferisce in Danimarca e partecipa alla fondazione del gruppo Farfa insieme a Pepe Robledo, Maria Consagra, Daniela Piccari e Dolly Albertin, definendo la possibilità di un confronto diretto con l'Odin Teatret ed Eugenio Barba. 
Nel 1990, si separa da Iben, e lascia l'Odin, con l'idea di concludere l'esperienza europea per un nuovo progetto in America Latina. Nell'agosto del 1991, insieme a Naira González e a Giampaolo Nalli, fonda in Bolivia il Teatro de Los Andes. Insieme alla comunità Yotala, in un piccolo paese vicino a Sucre, crea una struttura che produce spettacoli di ricerca. Il gruppo, oltre a produrre spettacoli in Europa, lavora su una ricerca della memoria andina, ricollegandosi ai miti del luogo. 
Nel 2010 César Brie lascia il Teatro de los Andes e la Bolivia per diverse cause, tra le quali le minacce di morte ricevute dopo aver diffuso il suo documentario “Tahuamanu" nel quale svela cosa è realmente accaduto l'11 settembre 2008 in Bolivia, data in cui i campesinos, che difendevano il diritto alla terra, sono stati massacrati e uccisi da squadristi legati all'opposizione fascista. Le altre ragioni, furono una crisi famigliare e una crisi col suo gruppo, il Teatro de los Andes. César Brie ha lavorato in Italia dal 2010 al 2016 e dal 2016 lavora tra l'Italia e soprattutto l'Argentina.

## Spettacoli con il Collettivo Teatrale Tupac Amaru (in Italia)
- A rincorrere il sole (testo regia interpretazione), 1978
- Ehi in collaborazione con Danio Manfredini (testo, regia, interpretazione), 1979
- Il gran turco giocatore di scacchi (testo, regia), 1980
- E Tentavano infine di scappare (testo, regia), 1981

## Altri spettacoli (in Italia)
- 4 Chili di Terra Con  Tico Teatro del Centro Sociale Leoncavallo, ispirato a una novella di Heinrich Böll (testo, regia), 1982.
- Dovevamo Vincere, testo e regia, con il teatro KOREJA, Aradeo, Lecce. 1986
- Il Mare in Tasca. (testo, regia, scenografia e interpretazione) 1990.
- Torneranno i miei figli.  (testo, regia, scenografia e interpretazione) 1991.
- Romeo e Giulietta, con Naira Gonzalez che cura anche i costumi.  (Testo, regia,  scenografia e interpretazione)

## Spettacoli con il gruppo Farfa e l'Odin Teatret (in Danimarca)
Nel 1982 Matrimonio con Dio regia Eugenio Barba (interpretazione)
La Canzone di Rose, (regia) di e con Maria Consagra., 1985.
Nel 1986 Il paese di Nod con Iben Nagel Rasmussen (testo, regia, interpretazione)
Con l'Odin Teatret
Nel 1988 Ulven Denis (testo, regia)
Nel 1988 Talabot regia di Eugenio Barba (interpretazione e assistente alla regia)

## Spettacoli con il Teatro de los Andes (in Bolivia)
Nel 1992
- Colòn (testo, regia)
- La leyenda de un pueblo che perdiò el mar (testo, regia)

Nel 1993 Solo gli ingenui muoiono d'amore (Sólo los giles mueren de amor) (testo, regia, interpretazione)
Nel 1994 Ubu in Bolivia da Alfred Jarry (traduzione, adattamento e regia)
Nel 1995 I Sandali del Tempo (Las abarcas del tiempo) (testo, regia, interpretazione)
Nel 1998 Nella Tana del Lupo (En la cueva del lobo) (testo, regia)
Nel 1999 Graffiti (testo, regia)
Nel 2000 La Ilíada (testo, regia, interpretazione)
Nel 2002
- El Cíclope (testo, regia)
- Fragile (Fragil) da "Nascita e morte della massaia" di Paola Masino (testo C.Brie e Maria Teresa Dal Pero, regia C.Brie)

Nel 2004 Dentro un Sole Giallo (En un Sol Amarillo) ispirato al terremoto che ha sconvolto la Bolivia nel 1998 (testo, regia)
Nel 2006 (Otra vez Marcelo), ispirato a Marcelo Quiroga Santa Cruz (testo, regia, interpretazione)
Nel 2007 Indolore (¿Te duele?) (testo, regia)
Nel 2008 La Odisea (testo, regia)
Nel 2010, dirige Tanja Watoro in "Estrellas sin cielo" Prima rappresentazione a Yotala, Bolivia. 

## Spettacoli con il Teatro Presente (in Italia)
Nel 2012
- Karamazov da Fëdor Dostoevskij (testo, regia, interpretazione)
- Il Vecchio Principe (testo, regia)
- Indolore (testo, regia)

Nel 2013
- La Mite da Fëdor Dostoevskij (testo, regia)
- Orfeo ed Euridice (testo, regia)

## Spettacoli prodotti in Italia
Nel 1989 Il mare in tasca  (testo, regia, interpretazione)
Nel 1991 Romeo e Giulietta da William Shakespeare in collaborazione con Naira González (testo, regia, interpretazione)
Nel 2004 Il Cielo degli Altri con gli attori del Teatro Setaccio. (testo, regia)
Nel 2007 Zio Vanja di Anton Čechov (testo C.Brie, regia C.Brie e Isadora Angelini)
Nel 2008 I Clienti: L'Aquila (testo C. Brie regia Giancarlo Gentilucci)
Nel 2010 Albero senza ombra (testo, regia, interpretazione)
Nel 2011 120 Chili di Jazz (testo, regia, interpretazione)
Nel 2013
- Viva l'Italia - Le morti di Fausto e Iaio (regia)
- In fondo agli occhi con la Compagnia Berardi Casolari (regia)

Nel 2015 La Volontà. Frammenti per Simone Weil (testo, regia, interpretazione)
- "Prima della bomba" (regia)

## Spettacoli prodotti in Argentina
Nel 2012 
- El grito de Alcorta testo e regia César Brie

## Spettacoli prodotti in Cile
Nel 2007 Todos los ausentes con l'attore Héctor Noguera del Teatro Camino testo e regia César Brie

## Documentari
- Humillados y Ofendidos
- Tahuamanu - Morir en Pando

## Otra vez Marcelo
Il lavoro conclude una trilogia di spettacoli nel quale César Brie affronta il tema della politica.
L'Iliade parlava della guerra, Dentro un sole giallo si occupava di corruzione e di ecologia, Otra vez Marcelo tratta il tema dei desaparecidos. Lo spettacolo narra la storia di Marcelo Quiroga Santa Cruz, intellettuale boliviano del XX secolo assassinato nel 1980. Un uomo coraggioso e sensibile,  premio Faulkner con il romanzo Los Deshabitados, che come parlamentare si oppose alle dittature di Barrientos e Banzer, ottenendo la nazionalizzazione del petrolio. Fare uno spettacolo su Marcelo, per César Brie, è un atto dovuto a un uomo di cui in Bolivia si parla molto ma non se ne conosce il pensiero: «pensare ad un uomo, significa salvarlo».
Dal 2010, Brie produce in Italia e Argentina i seguenti lavori: Come regista e drammaturgo
Col Teatro Presente: 
Karamazov
Indolore?
Il Vecchio Principe
Orfeo ed Euridice
La Mite.
Si separa dal Teatro Presente nel 2015.
In Italia dirige In Fondo agli Occhi per la compagnia Berardi - Casolari
Viva l'Italia, testo di Roberto Scarpetti, diretto da Brie per il Teatro del Elfo di Milano.
Ero, uni personale sulle costellazioni famigliari, testo regia e interpretazione.
La Volontà, con Catia Caramia, sulla vita e il pensiero di Simone Weil
L'Avvoltoio, regia per il Teatro di Sardegna, testo di Anna Rita Signore
In Argentina:
El Paraíso Perdido, en el 2015. (Ciudad de Buenos Aires)
La Mansa
Orfeo y Eurídice
No quiero morir desnudo, en Cipolletti, dirección y texto compartido con Jorge Onofri
Actualmente está preparando Todo puede ser una mentira. Que se estrenará en julio en Buenos Aires. 
Si sono pubblicate a Buenos Aires 3 volumi con le sue opere teatrali. 
Brie è studiato nelle Università e scuole di teatro. 
In Italia sono state pubblicati diversi libri sul suo lavoro, tutti a cura di Fernando Marchiori.
Per la Ubu Libri e per Titivillus.
In Bolivia ha editato 5 numeri di El Tonto del Pueblo, rivista che resta negli annali come una delle migliori riviste di teatro di America Latina. 
L'editoriale Plural ha pubblicato il suo romanzo autobiografico La Vocación.

## Riconoscimenti
- 2006, Premio Hystrio alla Regia [1].
- 2012, Premio Ubu per le migliori regie.